# Droits LGBT en Zambie

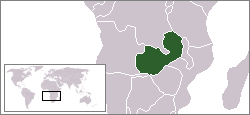
Localisation de la Zambie.

Les personnes lesbiennes, gays, bisexuelles et transgenres (LGBT) en Zambie peuvent faire face à des difficultés légales que ne connaissent pas les résidents non-LGBT.

## Législation sur l'homosexualité
Les relations homosexuelles sont interdites depuis la période coloniale britannique,. La sodomie est passible de 15 ans de prison.
Le ministre des Affaires intérieures Edgar Lungu a déclaré en 2013 : « Il n'y aura pas de discussions sur les droits des gays. Ce problème est étranger à notre pays ». Il devient président de la Zambie en 2015.
En 2019, deux hommes sont condamnés à quinze ans de prison pour avoir été vus en train d'avoir une relation sexuelle. Pour protester contre cette atteinte aux droits humains, les États-Unis rappellent leur ambassadeur en Zambie. Le président de la Zambie amnistie les deux hommes en mai 2020.

## Reconnaissance légale des couples homosexuels
Les couples homosexuels ne bénéficient d'aucune reconnaissance légale. 

## Adoption homoparentale
L'adoption homoparentale n'est pas autorisée.

## Tableau récapitulatif
| Dépénalisation de l’homosexualité                                                   | Non |
| Majorité sexuelle identique à celle des hétérosexuels                               | Non |
| Interdiction des discours de haine contre les LGBT                                  | Non |
| Interdiction de la discrimination liée à l'orientation sexuelle à l'embauche        | Non |
| Interdiction de la discrimination liée à l'identité de genre dans tous les domaines | Non |
| Mariage civil ou partenariat civil                                                  | Non |
| Adoption conjointe dans les couples de personnes de même sexe                       | Non |
| Adoption par les personnes homosexuelles célibataires                               | Non |
| Droit pour les gays de servir dans l’armée                                          | Non |
| Droit de changer légalement de genre (après stérilisation)                          | Non |
| Gestation pour autrui pour les gays                                                 | Non |
| Accès aux FIV pour les lesbiennes                                                   | Non |
| Autorisation du don de sang pour les HSH                                            | Non |